# Sweetener
Sweetener е четвъртият студиен албум на американската певица Ариана Гранде. Издаден е на 17 август 2018 г. Включва гост появи от Фарел, Ники Минаж и Миси Елиът.
Водещият сингъл „No Tears Left to Cry“ излиза на 20 април 2018 г. и дебютира под номер три на американската класация за песни на Билборд. „The Light is Coming“, с участието на Ники Минаж, е издаден като промоционален сингъл на 20 юни 2018 г., заедно с възможност за предварително закупуване на албума. „God Is a Woman“ е издаден като втория сингъл на 13 юли 2018 г. и достига номер 8 в класациите на САЩ. Албумът дебютира на първо място в САЩ, както и в 15 други страни, включително Австралия, Великобритания и Канада.

## История
На 13 ноември 2016 г. Гранде заявява, че е завършила четвъртия си албум. По-късно тя пояснява казаното: „Нямах намерение да направя албум и не знам дали изобщо е завършен, но просто имам куп песни, които наистина харесвам. Работих много и създавах много, чувствайки се вдъхновена“. През декември 2017 г., тя потвърждава, че все още работи върху албума си.
Мениджърът на Гранде, Скутър Браун, казва на списание Variety, че албумът има по-зряло звучене: „Време е за Ариана да пее песните, които я определят... Уитни, Марая, Адел – когато пеят, това е тяхната песен. Ариана има големи вокални моменти, време за нейната песен.“ Фарел Уилямс казва на Лос Анджелис Таймс: „Нещата, които Ариана има да каже в този албум, те са на едно ново ниво.“ Продуцентите Макс Мартин и Саван Котеча по-късно потвърждават, че са сътрудничили на Гранде в създаването на албума. На 28 декември 2017 г. Гранде споделя няколко снимки на себе си в студиото от изминалата година. На следващата седмица, Grande споделя фрагмент от песен от албума на своя профил в Instagram, който по-късно се оказва, че е част от песен, озаглавена „Get Well Soon“.
На 16 април 2018 г. се появяват слухове, че е възможно Гранде да се завърне с нова музика на 20 април. На 17 април 2018 г. тя обявява, че водещият сингъл на албума „No Tears Left to Cry“ ще бъде издаден на 20 април 2018 г.
По време на участието си в The Tonight Show с Джими Фалон, Гранде обявява, че албумът ѝ ще бъде озаглавен Sweetener. Тя казва, че значението зад заглавието е: „Това е нещо като просветление в дадена ситуация, или в живота на някой, или някой друг, който носи светлина в живота ви или подслажда ситуацията“. Сам Лански от списание Time отбелязва, че за пръв път с този албум Гранде „поема водещата роля в писането“. В края на май 2018 г. певицата съобщава, че албумът ще включва 15 песни и три колаборации – с Миси Елиът, Ники Минаж и Фарел.
В началото на юни 2018 г. Гранде обявява в интервю на фестивала Wango Tango, че на 20 юни ще бъде възможно албумът да бъде закупен предварително и с него ще идва бонус песен, наречена „The Light Is Coming“. Вторият сингъл „God Is Woman“ е издаден на 13 юли. Преди издаването на албума Спенсър Корнхабър от списание Атлантик коментира, че първите три песни от албума „предизвикват чувство на неподчинение... трифекта на псевдо-спиритизма и иновации... Музиката на Гранде и видеоклиповете излъчват опияняваща, нетърпелива увереност“.

## Списък с песните

### Оригинален траклист
1. „Raindrops (An Angel Cried)“
2. „Blazed“ (с Фарел Уилямс)
3. „The Light is Coming“ (с Ники Минаж)
4. „R.E.M“
5. „God Is a Woman“
6. „Sweetener“
7. „Successful“
8. „Everytime“
9. „Breathin“
10. „No Tears Left to Cry“
11. „Borderline“ (с Миси Елиът)
12. „Better Off“
13. „Goodnight n Go“
14. „Pete Davidson“
15. „Get Well Soon“

### Японско издание
1. „No Tears Left to Cry“ (инструментал)
2. „God Is a Woman“ (инструментал)

### Японско делукс издание (DVD)
1. „No Tears Left to Cry“ (видеоклип)
2. „The Light Is Coming“ (видеоклип)

## Рекламиране
На 31 декември 2017 г. Гранде споделя фрагмент от нова песен и спира да публикува в социалните си мрежи в продължение на месеци. На 17 април 2018 г. Гранде разпуска мълчанието си, като споделя тийзър на водещия сингъл на албума „No Tears Left to Cry“, който бива издаден на 20 април 2018 г. заедно със своето видео. Тя изпълнява песента за пръв път на фестивала Coachella. Гранде обявява заглавието на албума и няколко заглавия на песни по време на своето участие в „The Tonight Show“ с Джими Фалън на 1 май 2018 г., малко преди да изпълни „No Tears Left to Cry“. Тя също така открива музикалните награди на Билборд с изпълнение на песента на 20 май 2018 г. На 2 юни 2018 г. Гранде участва в Wango Tango в Калифорния, завършвайки участието си с изпълнение на „No Tears Left to Cry“, както и споделяне на част от „The Light Is Coming“. На 8 август 2018 г. биват обявени три дати за поредица промоционални концерти в САЩ, озаглавени The Sweetener Sessions, в партньорство с American Express.

## Сингли
Водещият сингъл на албума, „No Tears Left to Cry“, излиза на 20 април 2018 г. заедно със своето видео. Песента дебютира под номер три на класацията на списание Билборд, като става деветият хит на Гранде, който достига топ 10, и шестият, който дебютира в топ 10, издигайки Гранде на първо място по брой на песни, дебютирали в топ 10, заедно с Лейди Гага и Риана. Сингълът прави Гранде единственият изпълнител в 59-годишната история на класацията, който е дебютирал в топ 10 с водещия сингъл на всеки от първите си четири албума.
Вторият сингъл, „God Is a Woman“, е издаден на 13 юли 2018 г., като музикалното му видео излиза 12 часа след издаването на песента. Песента дебютира под номер единайсет в САЩ и достига своя връх под номер осем.

### Промоционални сингли
Промоционалният сингъл „The Light Is Coming“ с участието на Ники Минаж е издаден на 20 юни 2018 г. заедно с възможност за предварително закупуване на албума. Песента дебютира под номер 95 в САЩ и по-късно достига номер 89 след издаването на албума.